# 15 pr. n. št.
15 pr. n. št. je bilo po julijanskem koledarju navadno leto, ki se je začelo na torek, sredo ali četrtek oz. prestopno leto, ki se je začelo na sredo (različni viri navajajo različne podatke). Po proleptičnem julijanskem koledarju je bilo navadno leto, ki se je začelo na ponedeljek.
V rimskem svetu je bilo znano kot leto konzulstva Druza in Pise, pa tudi kot leto 739 ab urbe condita.
Oznaka 15 pr. Kr. oz. 15 AC (Ante Christum, »pred Kristusom«), zdaj posodobljeno v 15 pr. n. št., se uporablja od srednjega veka, ko se je uveljavilo številčenje po sistemu Anno Domini.

## Dogodki
- rimska vojskovodja Tiberij in Neron Klavdij Druz podjarmita bojevito alpsko pleme Retijcev, na njihovem ozemlju je ustanovljena provinca Retija z mestom Chur v današnji Švici kot prestolnico.
- Neron Klavdij Druz ukaže izgradnjo poti Via Claudia Augusta za izboljšanje povezave prek Alp in lažji nadzor nad Norikom ter Retijo.
- Cesar Avgust ustanovi provinco Peninske Alpe

## Rojstva
- 24. maj - Germanik, rimski vojskovodja in državnik († 19)
- Feder, rimski pesnik († ok. 50)

## Smrti
- Lucij Munacij Plank, rimski senator (* ok. 87 pr. n. št.)